# Mary Fitton
Mary Fitton (Gawsworth, giugno 1578 – 1647) è stata una dama di compagnia di Elisabetta I.

## Biografia
Mary Fitton nacque a Gawsworth, figlia di Sir Edward Fitton ed Alice Halcroft. Su raccomandazione di Sir William Knollys nel 1595 divenne dama di compagnia di Elisabetta I. Nel gennaio 1599 lasciò la corte e tornò a casa del padre per riprendersi da un qualche tipo di disturbo fisico o psicologico. Dopo alcuni mesi tornò a corte, ma la sua carriera da cortigiana ebbe vita breve: nel giugno 1600 conobbe William Herbert, di cui divenne amante e rimase incinta. Nel febbraio 1601 Herbert fu imprigionato a Fleet Prison dopo aver ammesso di essere il padre del bambino e a Mary Fitton fu imposto di trascorrere la gravidanza presso Lady Margaret Hawkins. Nel marzo 1601 diede alla luce un bambino, che morì poco dopo il parto. La causa della morte è incerta, ma potrebbe essersi trattato di sifilide, di cui Herbert soffriva. I due amanti furono banditi dalla corte di Elisabetta.
Mary Fitton si riprese rapidamente dallo scandalo ed intraprese una relazione con l'ammiraglio Richard Leveson, al tempo sposato e con una moglie malata di mente. Dalla tresca nacquero due figlie e Leveson le lasciò in eredità 100£ dopo la sua morte prematura nel 1605. Successivamente ebbe una relazione con il capitano William Polwhele, uno degli ufficiali di Leveson, ed ebbe un figlio da lui. I due finirono per sposarsi, ma il matrimonio non era destinato a durare: nel 1610 Polwhele morì, lasciando Mary da sola con un figlio e una figlia. Si risposò con il politico John Lougher, con cui rimase fino alla morte dell'uomo nel 1636. Mary Fitton morì undici anni più tardi e fu sepolta a Gawsworth.

## Il rapporto con Shakespeare
Una teoria abbastanza diffusa nel primo Novecento sosteneva che Mary Fitton fosse la donna ricordata da Shakespeare come la "dark lady" dei sonetti. La teoria nasceva dal presupposto che Willialm Herbert fosse il "fair youth" e che quindi la Fitton fosse il terzo personaggio della raccolta poetica. L'ipotesi fu formulata da Thomas Tyler nella sua edizione critica dei sonetti nel 1890 e prese piede tra studiosi e ammiratori di Shakespeare; Frank Harris ne parlò in alcuni dei suoi libri, tra cui The Women of Shakespeare e Shakespeare and His Love. Tyler era amico di George Bernard Shaw, che per un periodo sembrò condividere la sua opinione sull'identità della "dark lady" shakespeariana, tanto che nella sua opera La dama bruna dei sonetti è propria Mary Fitton ad essere l'incostante amante del drammaturgo.
Effettivamente pare che Mary Fitton avesse alcune connessioni con i circoli letterari elisabettiani: William Kempe, attore della compagnia di Shakespeare, le dedicò un componimento intitolato Nine Daies Wonder (1600), mentre Anthony Munday scrisse per lei un sonetto nella sua raccolta A Womans Woorth defended against all the Men in the World. Tuttavia, non esistono prove che la Fitton abbia mai incontrato Shakespeare e la teoria perse rapidamente credibilità.